# Сръбска азбука
 Тази статия е за съвременната сръбска писменост.  За средновековната сръбска писменост вижте босанчица.  
Сръбската азбука (на сръбски: српска азбука), или сръбската кирилица (на сръбски: српска ћирилица), е вариант на кирилицата, въведен от сръбския просветител и реформатор на сръбския език Вук Караджич през 1818 г. в резултат на т. нар. вукова реформа.
Първата книга, издадена на сръбска кирилица, е неговият „Сръбски речник“.
Сръбската кирилица е едната от двете азбуки, използвани в съвременния сръбски език. Другата азбука, на която пишат сърбите, е латиницата, по-точно т. нар. гаица, на която пишат и хърватите. Според сръбската конституция от 2006 г. за официална употреба в страната се използват сръбският език и кирилицата.

## Възникване на сръбската кирилица
В края на XVIII век и началото на XIX век в сръбската култура настъпва подем, довел до налагане на народния сръбски език, който постепенно измества от употреба т. нар. славяносръбски език – смесица между църковнославянския език и тогавашния разговорен рашки език. В този процес най-съществена роля изиграват книжовниците във Войводина по военната граница – под властта на Австро-Унгария.
Първият най-значителен опит за реформиране на използваната дотогава азбука е на Сава Мъркал, който изхвърля редица букви от кирилицата, неизползвани в сръбския език, в опит да наложи принципа един звук да отговаря на една буква. Този принцип обаче не може да се проведе последователно с наличните букви от кирилицата, поради което за няколко фонеми се използват двубуквени съчетания: ть, дь, ль, нь и дж.
Отначало Вук Караджич възприема от Сава Мъркал реформираната кирилица и я използва в своята граматика на сръбския народен език, наречена Писменица сербскога іезика (1814). Езиковедът Караджич обаче още тогава използва вместо диграфа ть буквата ћ, позната на по-стари сръбски книжовници, като Доситей Обрадович.
За няколко години Вук Караджич усъвършенства азбуката на Сава Мъркал. Слива знака ь с предходните букви н и л и се получават съвременните сръбски букви њ и љ. За буквата ђ идея му дава епископ Лукиян Мушицки. Буквата џ Вук Караджич заимства от влашките и молдовските ръкописни книги от XVII и XVIII век писани на кирилица. Буквата ј заимства от латиницата.
През 1818 г. Вук Караджич прилага за пръв път така оформената сръбска азбука, като я представя в новата редакция на своята граматика, включена в предговора към неговия Српски рјечник.
Единствената разлика между първоначалния вариант на азбуката на Вук Караджич и съвременната сръбска азбука е липсата на буква х, понеже този звук липсва в диалекта на Вук Караджич. По-късно, в изданието на Сръбски народни пословици от1836 г. Вук Караджич въвежда в употреба и буквата х, с което съвременната сръбска азбука придобива окончателния си вид.

## Състав на сръбската кирилица
Сръбската азбука, създадена в окончателен вид от Вук Караджич на основата на руската гражданска кирилица, се състои от 30 букви.
| Буква | Изговор | Буква | Изговор |
| Аа    | а       | Нн    | н       |
| Бб    | б       | Њњ    | нь      |
| Вв    | в       | Оо    | о       |
| Гг    | г       | Пп    | п       |
| Дд    | д       | Pp    | р       |
| Ђђ    | джь     | Сс    | с       |
| Ее    | е       | Тт    | т       |
| Жж    | ж       | Ћћ    | чь      |
| Зз    | з       | Уу    | у       |
| Ии    | и       | Фф    | ф       |
| Јј    | й       | Хх    | х       |
| Кк    | к       | Цц    | ц       |
| Лл    | л       | Чч    | ч       |
| Љљ    | ль      | Џџ    | дж      |
| Мм    | м       | Шш    | ш       |

## Съответствия между сръбската кирилица и сръбската латиница
| Кирилица | Латиница | Кирилица | Латиница |
| Аа       | Aa       | Нн       | Nn       |
| Бб       | Bb       | Њњ       | Nj nj    |
| Вв       | Vv       | Оо       | Oo       |
| Гг       | Gg       | Пп       | Pp       |
| Дд       | Dd       | Pp       | Rr       |
| Ђђ       | Đđ       | Сс       | Ss       |
| Ее       | Ee       | Тт       | Tt       |
| Жж       | Žž       | Ћћ       | Ćć       |
| Зз       | Zz       | Уу       | Uu       |
| Ии       | Ii       | Фф       | Ff       |
| Јј       | Jj       | Хх       | Hh       |
| Кк       | Kk       | Цц       | Cc       |
| Лл       | Ll       | Чч       | Čč       |
| Љљ       | Lj lj    | Џџ       | Dž dž    |
| Мм       | Mm       | Шш       | Šš       |